# Skute
Skute, är en by längs inlandsbanan i Näs distrikt (Näs socken) i Östersunds kommun, belägen cirka 35 km sydväst om Östersund.
Skute omtalas redan 1311 och heter då Skutu (skuta), som är besläktat med ordet skjuta och betecknar något utskjutande. Här åsyftar namnet från början den höjd, där gårdarna i Skute är belägna. (Jfr Åreskutan).
Skute har en gammal hållplats längs inlandsbanan.